# Nhái bầu Trung Bộ
Nhái bầu Trung Bộ (danh pháp: Microhyla annamensis) là một loài ếch trong họ Microhylidae. Chúng được tìm thấy ở Campuchia, Lào, Thái Lan, và Việt Nam.
Các môi trường sống tự nhiên của chúng là các khu rừng ẩm ướt, đất thấp nhiệt đới hoặc cận nhiệt đới, các khu rừng vùng núi ẩm nhiệt đới hoặc cận nhiệt đới, đầm nước, và đầm nước ngọt có nước theo mùa.